# (38682) 2000 QE7
(38682) 2000 QE7 est un objet de la ceinture principale d'astéroïdes intérieure découvert en 2000.

## Description
(38682) 2000 QE7 a été découvert le 24 août 2000 à l'observatoire Magdalena Ridge, situé dans le comté de Socorro, au Nouveau-Mexique (États-Unis), par le projet Lincoln Near-Earth Asteroid Research (LINEAR).

### Caractéristiques orbitales
L'orbite de cet astéroïde est caractérisée par un demi-grand axe de 1,97 ua, un périhélie de 1,83 ua, une excentricité de 0,07 et une inclinaison de 23,64° par rapport à l'écliptique. Du fait de ces caractéristiques, à savoir un demi-grand axe inférieur à 2 ua et un périhélie supérieur à 1,666 ua, il est classé, selon la JPL Small-Body Database, objet de la ceinture principale d'astéroïdes intérieure.

### Caractéristiques physiques
(38682) 2000 QE7 a une magnitude absolue (H) de 15,9 et un albédo estimé à 0,205.